# 梁化河
梁化河，流经中华人民共和国广东省惠州市惠东县和惠阳区，是西枝江右岸支流，上游也称石头河，发源于惠东县北部的坪天嶂西南麓，蜿蜒西南流至惠州市惠阳区平潭镇的新圩村汇入西枝江。河长41千米，河床比降3.63‰，流域面积307平方千米。年径流量2.87亿立方米。梁化河上游崇山峻岭，流经梁化林场；中下游为高低起伏的丘陵地带。